# واکسن پوسیدگی دندان
واکسن پوسیدگی دندان (انگلیسی: Caries vaccine) یک واکسن برای حفاظت و جلوگیری از پوسیدگی دندان است. استرپتوکوک موتانس به‌عنوان عامل اصلی پوسیدگی دندان شناخته شده است. توسعهٔ یک واکسن برای برای جلوگیری از خرابی دندان از دههٔ ۱۹۷۰ میلادی تحت بررسی بوده است. گفته می‌شد در ۱۹۷۲، یک واکسن پوسیدگی دندان در مرحلهٔ آزمایش حیوانی قرار داده و که به‌زودی آزمایش انسانی آن هم شروع خواهد شد. ولی مشکلات ذاتی توسعهٔ آن و فقدان علاقهٔ تجاری به آن دلایلی هستند که چنین واکسنی در حال حاضر به‌صورت تجاری وجود ندارد. انواع مختلف واکسن در مراکز تحقیقاتی در توسعه است که بعضی از آن‌ها به‌عنوان ازبین‌برنده یا جلوگیری کننده از پوسیدگی دندان در افراد جوان شناخته می‌شود.